# Trachymene adenodes
Trachymene adenodes är en flockblommig växtart som beskrevs av Buwalda. Trachymene adenodes ingår i släktet Trachymene och familjen flockblommiga växter. Inga underarter finns listade i Catalogue of Life.